# حاجی‌ولی
حاجی‌ولی (به ترکی آذربایجانی: Hacıvəli) یک منطقهٔ مسکونی در جمهوری آذربایجان است که در شهرستان آب‌شوران واقع شده‌است.